# 下歯槽動脈
下歯槽動脈（かしそうどうみゃく）は、顔面の動脈のひとつで、顎動脈の枝である。

## 経路
下顎枝部にて顎動脈からわかれた下歯槽動脈は、下歯槽神経と共に、下顎骨の下顎枝内側中央にある下顎孔より下顎内に入る。この少し前に顎舌骨筋枝を分岐する。下顎管を通り、神経と共に下顎第一小臼歯部にてオトガイ孔から下顎骨外に出るオトガイ動脈と歯枝に分かれる。

### 歯枝
歯枝は正中近くにある切歯の下部まで続き、反対側の歯枝と吻合する。
下歯槽動脈とその歯枝はその経路において枝をいくつか分岐させており、歯髄に栄養を供給している。

## 顎舌骨筋枝
下歯槽動脈が下顎孔に入るとき、顎舌骨筋神経溝に向かう顎舌骨筋枝が分岐する。この枝は顎舌骨筋の栄養を供給する。

## 画像

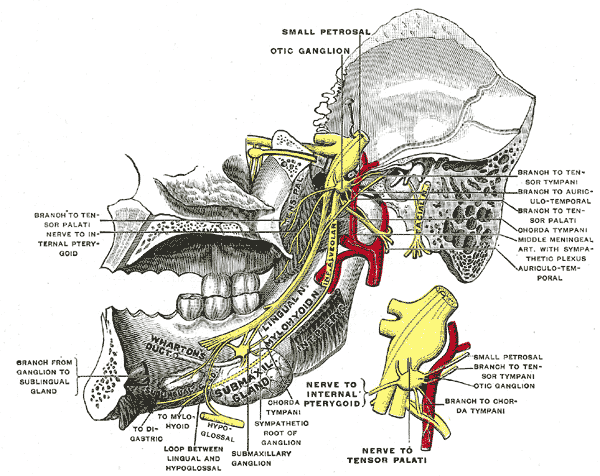
Mandibular division of trifacial nerve, seen from the middle line.

この項目の一部は、現在パブリックドメインとなっているグレイ解剖学からのものです。